# Exoprosopa capnoptera
Exoprosopa capnoptera är en tvåvingeart som beskrevs av Mario Bezzi 1912. Exoprosopa capnoptera ingår i släktet Exoprosopa och familjen svävflugor. Inga underarter finns listade i Catalogue of Life.